# Michał Janeczko
Michał Janeczko (ur. 29 września 1858 w Kaniowie koło Białej, zm. 9 lutego 1923 we Lwowie) – leśnik polski, wykładowca Wyższej Szkoły Lasowej we Lwowie, encyklopedysta .

## Życiorys
Pochodził z rodziny chłopskiej, był synem Franciszka. Uczęszczał do gimnazjum w Białej, następnie odbył studia z filologii klasycznej na Uniwersytecie Jagiellońskim (1877–1881) i do 1890 pracował jako nauczyciel gimnazjalny w Wadowicach. Od 1890 kształcił się w zawodzie leśnika; odbył studia w Hochschule für Bodenkultur w Wiedniu (1890–1893), a w latach 1893–1894 przebywał w Szwecji na stypendium Wydziału Krajowego Galicji. Po powrocie pracował jako elew w Administracji Lasów Państwowych w Nadwórnej (1894–1895).
Był encyklopedystą oraz edytorem Encyklopedii zbiór wiadomości z wszystkich gałęzi wiedzy – polskiej encyklopedii wydanej w latach 1898–1907 przez społeczną organizację edukacyjną Macierz Polska, która działała w Galicji w okresie zaboru austriackiego. Opisał w niej zagadnienia z zakresu leśnictwa .
W 1895 na przeszło ćwierć wieku związał się z Krajową Szkołą Gospodarstwa Lasowego we Lwowie (w 1909 przemianowaną na Wyższą Szkołę Lasową). Prowadził wykłady z użytkowania lasu, ochrony lasu, mechanicznej technologii drewna, rybactwa. W 1921 powrócił do pracy leśnika, był inspektorem lasów fundacyjnych w Tymczasowym Wydziale Samorządowym we Lwowie.
Ogłaszał artykuły w czasopismach fachowych, m.in. w „Sylwanie”, „Przeglądzie Polskim”, „Rolniku”, „Österreichisches Centralblatt für das gesamte Forstwesen”. Miał też w dorobku kilka opracowań samodzielnych: Chrust jako karma dla bydła (Lwów, wydanie pierwsze 1898, drugie 1904), Klęska posuchy i brak paszy (Lwów 1904), skrypt Ochrona lasu (1904).
Był żonaty, miał syna. Zmarł 9 lutego 1923 we Lwowie. 